# Gefechtsverband Kuhlmey
Gefechtsverband Kuhlmey var ett tyskt flygförband som fått sitt namn av sin befälhavare överstelöjtnant Kurt Kuhlmey (1913-1993).
Förbandet omgrupperades den 12 juni 1944 till det finska flygfältet Immola som en del av den tyska hjälpen till Finland under den sovjetiska storoffensiven sommaren 1944. Under sommarens strider på Karelska näset uppges förbandet ha skjutit ner cirka 100 sovjetiska stridsflygplan samt förstört cirka 200 sovjetiska stridsvagnar, många broar och några tåg.
Förbandet bestod i juni 1944 av:
- I/SG3 33 Junkers Ju 87 D5 Stuka
- II/JG54 29-62 Focke-Wulf Fw 190 A6
- I/SG5 16 Focke-Wulf Fw190 F3 och F8
- I/NaGr5 1-8 Messerschmitt Bf 109 G8
- Till förbandet hörde också TGr 10, ett transportförband med 35 Savoia Marchetti SM.81/AR och ett varierande antal andra transport- och spaningsplan.

Huvuddelen av förbandet förflyttades från Immola 23 juli. I/SG5 blev emellertid kvar till 13 augusti.
23 juli 1994 restes en minnessten på flygfältet Immola.